# Guido Goeyvaerts
Guido Alfred François Goeyvaerts (Brasschaat, 23 oktober 1941 – 2009) was een Belgische socioloog en voormalig militair officier die zich specialiseerde in arbeidssociologie en vanaf de jaren 1970 een leidende rol speelde in het sociaal beleid van de openluchtschool Vrij en Vrolijk, een instelling gericht op kinderen met opvoedingsproblemen. Goeyvaerts was zoon van Josepha Ludovica Goeyvaerts en Josef Briers.

## Opleiding
Hij liep school in Brasschaat en later aan het atheneum van Kapellen. Hij schreef zich in bij het Belgische Leger om daar te kunnen studeren. Hij ging naar de kadettenschool in Lier en nadien de Koninklijke Militaire School in Brussel waar hij terechtkwam in de polytechnische afdeling. Hij liet zich overplaatsen naar de afdeling die officieren vormde voor de gewone troepenbegeleiding. Hier kon hij een licentiaatsopleiding starten in de sociale en militaire wetenschappen. Nadien sloot hij zich aan bij de luchtmacht waar hij een pilotenopleiding volgde, maar die opleiding vond hij te weinig mensgericht en koos hij om te werken als opleidingsofficier in verschillende opleidingscentra. Zo kwam hij terecht aan de leerstoel sociale wetenschappen aan de militaire school wat hij kon combineren met een opleiding sociologie aan KU Leuven. Hij specialiseerde zich in de sociologie van arbeid en bedrijf, speciaal gericht op het bedrijfsleven, syndicaal leven, ondernemingsraad en dergelijke. 

## Loopbaan
Zijn masterthesis (1964-65) behandelt de analyse van het beleidskader omtrent het buitengewoon onderwijs en de plek van kinderen met een opvoedingsproblematiek. Hij richtte zich vooral op kinderen die in deze jaren werden omschreven als 'debielen' en 'karaktermoeilijke kinderen'. Deze thesis schreef hij tijdens een observatie in het de openluchtschool van zijn schoonvader Remi Quadens, die in het kader van zijn opleiding aan de VUB bij professor Decroly in 1931 de openluchtschool Vrij en Vrolijk oprichtte, een praktijkplek op die zich voornamelijk richtte op de weldaad van de verbinding met de natuur als pedagogische methode. 
In begin jaren 1970 besluit Goeyvaerts zich te laten uitschrijven uit het leger en ging hij in de op de vraag van Herman Quadens om te komen werken in de Openluchtschool, waar op dat ogenblik sociale onrust heerste. Als directeur Sociaal Beleid startte hij in 1974 in de instelling. Hij volgde Renaat Merecy op die sinds het overlijden van Remi Quadens op 19 december 1968 de directierol overnam. 